# Bathynomus
Bathynomus is een geslacht van pissebedden uit de familie van de Cirolanidae.

## Soorten
- Bathynomus giganteus A. Milne-Edwards, 1879 (Reuzenpissebed)
- Bathynomus affinis Richardson, 1910
- Bathynomus brucei Lowry & Dempsey, 2006
- Bathynomus bruscai Lowry & Dempsey, 2006
- Bathynomus crosnieri Lowry & Dempsey, 2006
- Bathynomus decemspinosus Shih, 1972
- Bathynomus doederleinii Ortmann, 1894
- Bathynomus immanis Bruce, 1986
- Bathynomus kapala Griffin, 1975
- Bathynomus keablei Lowry & Dempsey, 2006
- Bathynomus kensleyi Lowry & Dempsey, 2006
- Bathynomus lowryi Bruce & Bussarawit, 2004
- Bathynomus miyarei Lemos de Castro, 1978
- Bathynomus obtusus Magalhaes & Young, 2003
- Bathynomus pelor Bruce, 1986
- Bathynomus richeri Lowry & Dempsey, 2006
- Bathynomus yucatanensis Ming-Chih Huang, Tadashi Kawai & Niel L. Bruce, 2022
- Bathynomus vaderi Ng, Sidabalok & Son, 2025